# 109P/Swift-Tuttle
El cometa Swift-Tuttle (llamado formalmente 109P/Swift-Tuttle) fue descubierto independientemente por Lewis Swift el 16 de julio de 1862 y por Horace Parnell Tuttle el 19 de julio de 1862.
El cometa apareció de nuevo en 1992 y fue redescubierto por el astrónomo japonés Tsuruhiko Kiuchi.
Es el cuerpo que provoca la lluvia de meteoros conocida como Perseidas. Su órbita, muy elíptica, está en resonancia 1:11 con la del planeta Júpiter de tal manera que, por cada once órbitas completas del planeta gigante, el cometa cumple solo una. Cuando el cometa alcanza el perihelio, pasa de 80 meteoros por hora hasta unos 400.
Según un artículo en New Scientist la órbita del cometa podría llevarlo a impactar con la Tierra o la Luna, aunque de suceder el impacto posiblemente no tendría lugar durante los próximos dos milenios. Se predice que su encuentro más cercano con la Tierra se aguarda para alrededor del 15 de septiembre de 4479, con una aproximación estimada en 0,03–0,05 AU, y una probabilidad de impacto de 1×10-6, o sea 0,0001 %. Después del año 4479, su evolución orbital es más difícil de predecir; y la probabilidad de impactar la Tierra por órbita se estima en 2×10-8 (0,000002 %). Como el mayor objeto del sistema solar que realiza pases repetidos a la Tierra, y con una relativa velocidad de 60 km/s, liberaria una explosión ≈27 veces más fuerte que del Cometa del Cretáceo–Paleógeno, El cometa Swift–Tuttle ha sido descrito como "el objeto más peligroso conocido por la humanidad".